# Gerhard Dörfler
Gerhard Dörfler (* 29 de maio de 1955, Deutsch-Griffen, Caríntia) é o atual landeshauptmann da Caríntia. O político é filiado à BZÖ.
Sendo o sucessor de Jörg Haider, ele é o líder político da Caríntia desde o 27 de outubro de 2008.